# Bradyon
Bradyon is een geslacht van kreeftachtigen uit de klasse van de Ostracoda (mosselkreeftjes).

## Soorten
- Bradyon cirratum (Ahmad, Neale & Siddiqui, 1991) Jellinek, 1993 †
- Bradyon stellatum Jellinek, 1993